# Pomnik Tofiqa Bəhramova w Baku
Pomnik Tofiqa Bəhramova w Baku (azer. Tofiq Bəhramovun heykəli) – pomnik azerbejdżańskiego sędziego piłkarskiego Tofiqa Bəhramova znajdujący się przed budynkiem centrum szkoleniowego, obok Stadionu Republikańskiego im. Tofiqa Bəhramova w Baku. Autorem pierwszego na świecie pomnika sędziego piłkarskiego, jest azerbejdżański rzeźbiarz Məmmədnicat Salahov.

## Historia
Jak twierdzi Akif İsmayılov, dyrektor Stadionu Republikańskiego, do końca maja 2004 roku rozstrzygnięto konkurs na najlepszą pracę na pomnik Tofiqa Bəhramova. Spośród dwunastu projektów zaprezentowanych przez ośmiu uczestników konkursu za najlepszą uznano pracę Məmmədnicata Salahova, która otrzymała nagrodę w wysokości 5 milionów manatów. Kompetentne jury zatwierdziło pełnopostaciowy posąg Tofiqa Bəhramova z wyciągniętą prawą ręką, jakby skierowaną w stronę środka boiska i z gwizdkiem w lewej ręce.
Pomnik odsłonięto 13 października 2004 roku przed spotkaniem reprezentacji Azerbejdżanu z reprezentacją Anglii w eliminacjach Mistrzostw Świata 2006, tuż przed stadionem im. Tofiqa Bəhramova. Podczas ceremonii odsłonięcia pomnika przemówienia wygłosili prezes Federacji Piłkarskiej Azerbejdżanu Ramiz Mirzəyev oraz Minister Młodzieży, Sportu i Turystyki Əbülfəs Qarayev, który w imieniu prezydenta Azerbejdżanu oraz prezydenta Narodowego Komitetu Olimpijskiego İlhama Əliyeva pogratulował zgromadzonej publiczności tego wydarzenia. Na ceremonii był także członek reprezentacji Anglii Geoff Hurst, który w dogrywce finału strzelił kontrowersyjnego gola przeciwko RFN podczas Mistrzostw Świata 1966, sędziowanego na linii przez Tofiqa Bəhramova. W odsłonięciu pomnika uczestniczyli także przewodniczący FIFA Joseph Blatter i członek Komitetu Wykonawczego UEFA Michel Platini.
6 czerwca 2011 roku w ramach obchodów 100-lecia azerbejdżańskiej piłki nożnej uczestnicy słynnego meczu finałowego mistrzostw świata w 1966 roku, bramkarz reprezentacji RFN Hans Tilkowski i napastnik reprezentacji Anglii Geoff Hurst, który strzelił uznanego przez sędziego głównego Gottfrieda Diensta po konsultacji z Bəhramovem kontrowersyjnego gola, złożyli kwiaty pod pomnikiem.